# Acide abiétique
L’acide abiétique (aussi acide abiétinique ou sylvitique) est un diterpène qui se retrouve dans la résine d’une multitude de conifères (par exemple sapin, pins, épinettes, …). Il fait partie de la famille des acides résiniques et est à la base de la famille des abiétanes.
C’est un allergène léger par contact avec la peau mais sa semi-oxydation par l'air conduit à un gaz très irritant pour les yeux, le système respiratoire et les muqueuses ce qui explique qu'il entre dans la liste des substances toxiques établie par le gouvernement des États-Unis.
Il fut isolé de la colophane et est utilisé dans les laques, vernis et savons. 